# Propenistra
Propenistra là một chi bướm đêm thuộc họ Noctuidae.